# Cyphostemma
Cyphostemma é um género botânico pertencente à família Vitaceae.

## Espécies
- Cyphostemma juttae

1. ↑  «Cyphostemma — World Flora Online». www.worldfloraonline.org. Consultado em 19 de agosto de 2020